# Температурний стрибок
Температурний стрибок (рос. температурный скачок, англ. temperature jump) — фізико-хімічний метод, що ґрунтується на вимірюванні змін властивостей системи при різкому підвищенні її температури. Піонером у застосуванні цього методу є німецький фізико-хімік Манфред Ейген. У цьому методі, система, що перебуває спочатку в стані рівноваги швидко збурюється, а потім дослідник спостерігає, як вона приходить знову до рівноваги.
Синонім — Т-стрибок.